# دوروثي باتريك
دوروثي باتريك (بالإنجليزية: Dorothy Patrick)‏ (و. 1921 – 1987 م) هي ممثلة، من كندا، توفيت في لوس أنجلوس، عن عمر يناهز 66 عاماً.

## وصلات خارجية
- دوروثي باتريك على موقع IMDb (الإنجليزية)
- دوروثي باتريك على موقع ألو سيني (الفرنسية)
- دوروثي باتريك على موقع أول موفي (الإنجليزية)
- دوروثي باتريك على موقع قاعدة بيانات الأفلام السويدية (السويدية)
- دوروثي باتريك على موقع قاعدة بيانات الفيلم (الإنجليزية)
- دوروثي باتريك على موقع كينوبويسك (الروسية)